# 1275
1275 (MCCLXXV) a fost un an obișnuit al calendarului gregorian.

## Evenimente
- 22 aprilie: Primele Statute de la Westminster ale Parlamentului englez.
- 25 iulie: Începe un război de succesiune la tronul Castiliei.
- 19-21 octombrie: Întâlnirea de la Lausanne dintre papa Grigore al X-lea și împăratul Rudolf I de Habsburg; este confirmată stăpânirea papală asupra exarhatului de Ravenna, a mărcii de Ancona și a ducatului de Spoleto.

### Nedatate
- Călugărul nestorian Rabban bar Sauma începe un pelerinaj din China până la Ierusalim.
- Conducătorul marinid din Maroc, Abu Iusuf Iakub, atacă flota spaniolă.
- Crearea companiei florentine Peruzzi, societate comercială cu numeroase filiale (la Londra, Pisa, Napoli, Avignon, Bruges, în Cipru etc.).
- Genovezii se stabilesc la Phoceea și își stabilesc un comptuar la Caffa, în Crimeea.
- Începe vizita lui Marco Polo, în calitate de consilier al lui Kublai-han, la Pekin.
- Întemeierea unui arhiepiscopat al nestorienilor la Pekin, de către patriarhul nestorian din Bagdad.
- Marco Polo vizitează Xanadu, reședința de vară a lui Kublai-han.
- Mongolii din Hoarda de Aur devastează Lituania.
- Scoțienii ocupă insula Man.
- Trupele dinastiei Yuan capturează orașul Suzhou de la Imperiul Song.

## Arte, științe, literatură și filosofie
- 4 martie: Astronomii chinezi consemnează o eclipsă totală de soare, vizibilă în China.
- Consacrarea catedralei din Lausanne, în Elveția.
- Construirea catedralei din Ratisbona (Regensburg), în Germania.
- Construirea unui far la Brindisi.
- Edificarea noii catedrale din Exeter, în Anglia.
- Jean de Meung încheie a doua secțiune a operei alegorice Roman de la Rose.
- Publicarea lucrării Chirurgica, a lui Guglielmo de Saliceto, prima menționare a disecției în evul mediu.
- Ramon Llull întemeiază o școală de predare a limbii arabe în Majorca.

## Nașteri
- 27 septembrie: Ioan II, viitor duce de Brabant (d. 1312)
- Dnyaneshwar, poet indian (d. 1296)
- Gediminas, duce al Lituaniei (d. 1341)
- Giovanni Villani, scriitor florentin (d. 1348)
- Henric al VII-lea de Luxemburg, viitor împărat romano-german (d. 1313)
- Marsilio da Padova, poet și scriitor italian (d. 1342)
- Mondino dei Liuzzi, doctor și anatomist italian (d. 1326)

## Decese
- 15 august: Lorenzo Tiepolo, doge al Veneția (n. ?)
- Bohemund al VI-lea, principe de Antiohia (n. 1237)

## Înscăunări
- 22 iulie: Magnus III Ladislaus, rege al Suediei (1275-1290).